# Inopacan
Inopacan is een gemeente in de Filipijnse provincie Leyte op het eiland Leyte. Bij de laatste census in 2007 had de gemeente ruim 19 duizend inwoners.

## Geografie

### Bestuurlijke indeling
Inopacan is onderverdeeld in de volgende 20 barangays:
| - Apid - Cabulisan - Caminto - Can-angay - Caulisihan - Conalum - De los Santos - Esperanza - Guadalupe - Guinsanga-an | - Hinabay - Jubasan - Linao - Macagoco - Maljo - Marao - Poblacion - Tahud - Taotaon - Tinago |

## Demografie
Inopacan had bij de census van 2007 een inwoneraantal van 19.276 mensen. Dit zijn 596 mensen (3,2%) meer dan bij de vorige census van 2000. De gemiddelde jaarlijkse groei komt daarmee uit op 0,43%, hetgeen lager is dan het landelijk jaarlijks gemiddelde over deze periode (2,04%). Vergeleken met de census van 1995 is het aantal mensen met 412 (2,2%) toegenomen.

De bevolkingsdichtheid van Inopacan was ten tijde van de laatste census, met 19.276 inwoners op 94,62 km², 203,7 mensen per km².